# Isocristos
Isocristos es el nombre de una secta que apareció a mediados del siglo VI. Isocristo significa igual a Cristo. 
Después de la muerte de Nonno, monje origenista, sus sectarios se dividieron en protoclistas o tetradistas e isocristos. Estos decían: si los apóstoles hacen ahora milagros y son tan venerados, ¿qué premio recibirán en la resurrección a no que sean igualados a Jesucristo? Esta proposición fue condenada el año 553 en el concilio de Constantinopla.
Orígenes no había admitido esta doctrina. 